# Asteromata
Asteromata är en låt framförd av den grekiska sångerskan Klavdia Papadopoulou. Låten, som är skriven av Papadopoulou och Arcade, representerade Grekland i Eurovision Song Contest 2025 i Basel i Schweiz där den slutade på sjätte plats.